# Каракульское сельское поселение
Караку́льское се́льское поселе́ние — муниципальное образование в Октябрьском районе Челябинской области Российской Федерации. В рамках административно-территориального устройства муниципальное образование  соответствует административно-территориальной единице Каракульский сельсовет.
Административный центр — село Каракульское.

## История
Статус и границы сельского поселения установлены Законом Челябинской области от 15 сентября 2004 года № 269-ЗО «О статусе и границах Октябрьского муниципального района и сельских поселений в его составе»

## Население
| 2002  | 2010  | 2011  | 2012  | 2013  | 2014  | 2015  |
| ----- | ----- | ----- | ----- | ----- | ----- | ----- |
| 1764  | ↘1420 | ↘1418 | ↘1378 | ↘1360 | ↘1325 | ↘1319 |
| 2016  | 2017  | 2018  | 2019  | 2020  | 2021  |       |
| ↗1333 | ↘1327 | ↘1315 | ↘1281 | ↘1227 | ↘1090 |       |

## Состав сельского поселения
| № | Населённый пункт | Тип населённого пункта       | Население |
| - | ---------------- | ---------------------------- | --------- |
| 1 | Александровка    | деревня                      | ↘285      |
| 2 | Каракульское     | село, административный центр | ↘1135     |

Упразднены - Варваринка (2024)